# Castles (Freya Ridings)
Castles è un singolo della cantante britannica Freya Ridings, pubblicato il 30 maggio 2019 su etichetta discografica Good Soldier Records, parte del gruppo della Capitol Records, come quinto estratto dall'album eponimo.
Il brano è stato scritto dalla stessa cantante con Dan Nigro ed è stato prodotto da quest'ultimo con Mark Crew, Dan Priddy e Yves Rothman.
Il video musicale della canzone è stato pubblicato il 9 luglio 2019.

## Tracce
CD singolo
1. Castles – 3:31
2. Castles (Versione acustica) – 3:19

Download digitale
1. Castles – 3:31

Download digitale – Versione acustica
1. Castles (Versione acustica) – 3:19

## Classifiche

### Classifiche settimanali
| Classifica (2019-20) | Posizione massima |
| -------------------- | ----------------- |
| Australia            | 20                |
| Austria              | 28                |
| Belgio (Fiandre)     | 12                |
| Belgio (Vallonia)    | 20                |
| Croazia              | 14                |
| Francia              | 71                |
| Germania             | 51                |
| Irlanda              | 12                |
| Islanda              | 38                |
| Lussemburgo          | 2                 |
| Regno Unito          | 16                |
| Slovenia             | 9                 |
| Svizzera             | 14                |

### Classifiche di fine anno
| Classifica (2020) | Posizione |
| ----------------- | --------- |
| Australia         | 80        |
| Belgio (Fiandre)  | 40        |
| Slovenia          | 20        |
| Svizzera          | 90        |